# 板块构造论

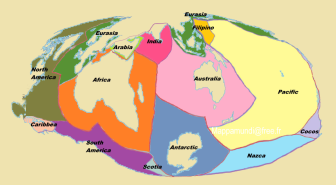
现存于地表的板塊

板块构造论（英语：Plate tectonics），又稱板块构造假说、板块构造学说或板块构造学，總稱「板塊漂移」，是为了解释大陆漂移现象而发展出的一种地质学理论。该理论认为，地球的岩石圈是由板块拼合而成，海洋和陆地的位置會隨著板塊移動而不断变化。根据这种理论，地球内部构造的最外层分为两部分：外层的岩石圈和内层的软流圈。这种理论基于两种独立的地质观测结果：海底擴張和大陆漂移。
岩石圈可以分為大板塊及小板塊，兩板塊相接觸的部份則可依其相對運動來分為分離板塊邊緣、聚合板塊邊緣及轉形斷層。现今的全球可大致分为六大板块，於1968年由法国學者勒皮雄划分。在板塊邊緣常會出現地震、火山、造山運動及海沟。现今每年的相對運動距離約在0至150毫米不等。
在聚合板塊邊緣會有隱沒帶，會將板塊沉降至地幔，使岩石圈質量減少，而分離板塊邊緣因海底擴張形成的新地殼，這種對板塊的預測稱為輸送帶原理。較早期的理論認為地球會漸漸膨脹或是漸漸收縮，也都還有一些人支持。
板塊可以移動的原因是因為岩石圈的強度比下方的軟流圈要大，地幔橫向密度的變化造成了地幔對流。一般認為板塊運動是由海底遠離擴張脊的運動（因為地形及地殼密度的變化；遠離洋脊，地形變低，地殼變冷，而造成地球引力的差異）、及在隱沒帶（位於地幔對流的下降環），洋殼由於冷和重，向下沉到地幔所造成的牵引力，等影響組合而成。與地球旋轉的受力差異無關。

## 板塊邊界的類型
板块在软流圈之上运动，由地函熱柱产生驱动力而运动。板塊之间有三種相对運動方式：聚合、張裂與保守（错动）三種方式，所以板块之边界可分为擴張性板塊邊界、聚合性板塊邊界和板塊轉換邊界三种类型。聚合性板塊邊界是板块受壓力的地区，在地貌上表现为海沟、火山岛弧、褶曲山脈等。張裂型板塊邊界是板块受張力形成的地区，在地貌上表现为裂谷、中洋脊等。錯動型板塊邊界（保守性板塊邊界）是两个板块受剪力的地区，轉形斷層发育，其運動方式類似地表的走向滑移斷層，因面積無改變而稱之為保守性。

## 理論史
1909年克羅埃西亞地震學家莫霍洛维奇發現地殼與地幔的交界，即莫霍界面。1913年古登堡發現了地幔與地核的交界（即古登堡界面），地球具有分層的現象，且能具體說明分層的深度。
1912年大氣學家偉格纳根據地質證據，提出大陸漂移學說，因缺乏飄移的動力來源而不被接受。1929年英国地质学家霍姆斯相信大陸地殼下的熱對流是造成大陸分裂和飄移的原因，首次提出聚合與張裂的想法。
1940年代，發現海洋地殼與大陸地殼的花崗岩岩質不同，其厚度僅七公里。1954年日本地震學家和达清夫與美國地質學家班尼奥夫發現連接海溝與火山島弧底下的震源分佈，有一向內陸傾斜的帶狀區域（班尼奥夫带），為板塊構造學說想法的先驅。
1956年澳大利亚国家学院的艾尔文等人測量陸地的古地磁發現，若回推磁極，大陸都歷經長期漂移，且移動路徑與魏格纳所描述十分接近。1959年哥倫比亞大學的布鲁斯·希森與地球物理学家玛丽·萨普根據水深資料繪出第一張海底地形圖，清楚顯示了中洋脊與海溝。1962年美国地质学家赫斯指出地幔的熱對流導致海洋地殼從中洋脊向外伸張，隱沒於海溝，迫使大陸水平移動。板塊學說於焉成形，由原本的水平移動思維進化成地球內部的運動影響地表的想法。
1960年代，得到陸地的古地磁反轉時間表，也認為中洋脊兩側交互出現的正反磁極，應為海洋地殼側向生長造成。現在學界已經能夠掌握全球各地海洋地殼年齡以及中洋脊擴張速率以及海溝隱沒速率，可以標出板塊的形狀、分布、移動速率以及移動歷史。

## 古代大陸分佈

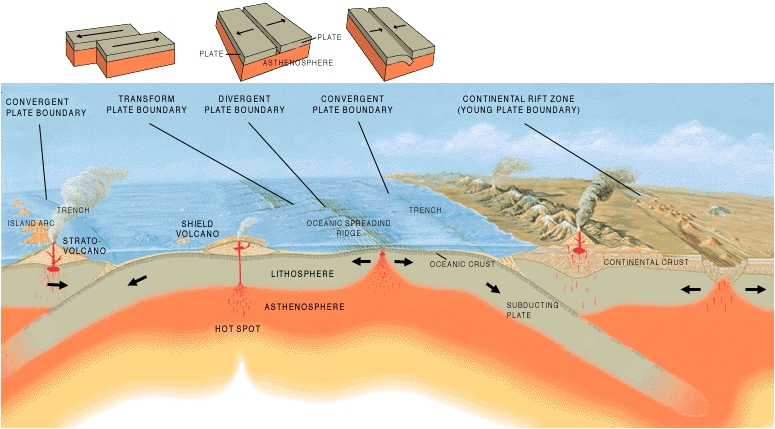
三種不同的板塊邊界

1968年法国的勒皮雄根据各方面的资料，首先将全球岩石圈分为六大板块，即太平洋板块、亚欧板块、印度洋板块、非洲板块、美洲板块和南极洲板块。
随着研究工作的进展，有人在勒皮雄的基础上在大板块中又分出许多小板块，如在香港出版的會考教科書《中學會考活學地理》一书中将全球分为七大板块——太平洋板块、歐亞板塊、非洲板塊、印度-澳洲板塊、北美洲板塊、南美洲板塊和南極洲板塊——以及六個較小的板塊--阿拉伯板塊、菲律賓板塊、胡安·德富卡板塊、科科斯板塊、納斯卡板塊、加勒比板塊。而環太平洋板塊邊界的板塊活動最為活躍，故此地震作用和火山作用也最為頻密。
板塊實際上就是岩石圈，包含了地殼以及一小部分的上部地函（地幔）。因此板塊沒有「大陸板塊」與「海洋板塊」的分法，只有依其成分組成命名為「大陸性的板塊」與「海洋性的板塊」。

### 前寒武纪
形成于11亿年前的罗迪尼亚超大陆这时开始分裂。前寒武纪晚期的世界与现在的气候十分相近，是一个冰室世界。罗迪尼亚大陆大约在7.5亿年前分裂成两半，形成了古大洋。

### 寒武纪
具有硬壳的生物在寒武纪第一次大量出现。诸大陆为浅海所泛滥。超大陆冈瓦那开始在南极附近形成。巨神海在劳伦大陆（北美）、波罗地（北欧）和西伯利亚这几个古大陆之间扩张。

### 奥陶纪
奥陶纪时，古海洋分隔开劳伦大陆、波罗地、西伯利亚和冈瓦那大陆。奥陶纪末期是地球历史上最寒冷的时期之一。冈瓦那大陆的南方完全为冰所覆盖。巨神海隔开了波罗地和西伯利亚大陆，原特提斯洋分隔开冈瓦那大陆、波罗地和西伯利亚大陆，古大洋则覆盖了北半球的大部分。

### 志留纪
劳伦大陆与波罗地大陆的碰撞闭合了巨神海的北面，形成了老红砂岩（Old Red Sandstone）大陆（歐美大陸）。珊瑚礁扩张，陆生植物开始覆盖荒芜的大陆。大陆碰撞导致斯堪地那维亚半岛上的加里东山脉（Caledonide Mts.）的形成，以及大不列颠北部、格陵兰和北美东海岸的阿帕拉契山脉的形成。

### 泥盆纪
泥盆纪时，古生代早期海洋闭合，形成“前盘古（pre-Pangea）”大陆。淡水鱼类从南半球迁徙至北美和欧洲。森林首次在赤道附近的古加拿大生长。植物大量生长，形成了今天加拿大北部、格陵兰北部和斯堪的纳维亚的煤炭。

### 石炭纪早期
石炭纪早期，欧美大陆和冈瓦那大陆间的古生代海洋闭合，形成阿帕拉契山脉和维利斯堪山脉（Variscan Mts.）。南极开始形成冰帽，同时四足脊椎动物在赤道附近的煤炭沼泽开始发展。

### 石炭纪晚期
石炭纪晚期，由北美及欧洲组成的大陆与南方的冈瓦那大陆碰撞，形成了盘古大陆的西半部分。南半球大部分被冰所覆盖，而巨大的煤炭沼泽则沿着赤道形成。以赤道为中心，盘古大陆从南极延伸至北极，将古特提斯洋与古大洋分隔在东、西两侧。

### 二叠纪
二叠纪时，巨大的沙漠覆盖了西盘古大陆。同时爬行动物扩散到整个超大陆。99%的生物在灭绝事件中消失，标志着古生代的终结。

### 三叠纪
形成于三叠纪的盘古超大陆使陆生动物可以从南极迁徙到北极。在二叠纪-三叠纪大灭绝之后，生命开始重新多样化。同时，暖水生物群落扩散到整个特提斯洋（古地中海）。

### 侏罗纪
侏罗纪早期，中南亚开始形成。宽广的古地中海将北方大陆与冈瓦那大陆分隔开。尽管盘古大陆依然完整，不过可以听到大陆开始分裂的隆隆声。

### 侏罗纪晚期
侏罗纪中期，盘古大陆开始分裂。侏罗纪晚期，中大西洋是将非洲与北美东部隔开的狭窄海洋。东冈瓦那大陆开始与西冈瓦那大陆分离。

### 白垩纪
白垩纪时南大西洋张开。印度从马达加斯加分离，加速向北对着亚欧大陆撞去。值得注意的是，北美仍与欧洲相连，澳大利亚仍然是南极洲的一部分。白垩纪时全球的气候比现在要温暖。恐龙与棕榈树出现在现在的北极圈，南极洲以及澳洲南部。虽然白垩纪早期的极区可能会有一些冰帽存在，但是整个中生代都没有任何大规模的冰帽出现过。白垩纪是海盆迅速张裂的时期。中洋脊迅速扩张导致了海平面的上升。

### 白堊紀-古近紀滅絕事件
恐龍滅絕包括數個說法，但並未有一致認同的答案，其中之一為小行星撞擊地球，造成希克蘇魯伯隕石坑，导致全球气候劇烈变化，恐龙和许多其他种类的生物因此而灭绝。白垩纪晚期，海洋继续拓宽，印度接近亚洲南缘。

### 始新世
5千万至5千5百万年前，印度开始撞击亚洲，形成了青藏高原和喜马拉雅山脉。原本与南极洲相连的澳洲，此时也开始迅速向北移动。

### 中新世
2千万年前，南极洲被冰雪所覆盖，同时北方各个大陆迅速冷却。世界看起来和现代相似，不过佛罗里达和亚洲的一部分仍然在海洋之下。

### 冰川时期晚期
当地球处于“冰室”气候时，两极皆被冰雪覆盖。极区冰盖因为地球轨道变化（米蘭科維奇循環）而扩张。最后一次极区冰盖扩张发生在18,000年前。

### 現代世界
地球进入了大陆碰撞的新阶段，这最终会在未来形成新的盘古超大陆。

## 未来世界
就如所有根據既有科學和證據做出的預測一樣，以下的內容乃是根據既有的證據做出的推測，並不代表一定就會是事實。

### 5千萬年後
如果今天的板块继续运动，大西洋将会拓宽，非洲会与欧洲碰撞，并使地中海闭合，澳洲将会与东南亚碰撞，加利福尼亚将向北滑移到阿拉斯加海岸之上。

### 1.5亿年后
沿着北美和南美东海岸将产生新的潜没带，这将消耗掉分开北美和非洲的海底。距今1亿年后大西洋中洋脊将潜没，各个大陆将逐渐靠拢。

### 2.5亿年后
北大西洋和南大西洋的海底将会潜没在北美和南美之下，结果产生第二个盘古大陆——“终极盘古大陆”。这个超大陆中央会陷下一个小海盆。

## 地球板塊列表

世界各板块边界详略图
张裂型板块边界
聚合型板块边界
错动型板块边界
隐没带
30→ 相对于非洲板块的移动速度（mm/Y）
造山带

| 张裂型板块边界 聚合型板块边界 | 错动型板块边界 隐没带 | 30→ 相对于非洲板块的移动速度（mm/Y） Alps 造山带 |

| - 非洲板塊 - 南極洲板塊 - 阿拉伯板塊 - 印度-澳洲板塊 - 澳洲板塊 - 印度板塊 - 加勒比板塊 - 科科斯板塊 - 歐亞板塊 - 胡安·德富卡板塊 - 納斯卡板塊 - 北美洲板塊 - 太平洋板塊 - 菲律賓海板塊 - 斯堪第亞板塊 - 南美洲板塊 | - 愛琴海板塊 - 阿爾蒂普拉諾板塊 - 阿穆爾板塊 - 安那托利亞板塊 - 巴爾莫勒爾礁板塊 - 班達海板塊 - 西伊里安查亞板塊 - 緬甸板塊 - 加洛林板塊 - 康威礁板塊 - 復活節島板塊 - 富圖納板塊 - 加拉帕戈斯板塊 - 伊朗板塊 - 斯瓦爾巴板塊 - 胡安·斐南迪茲板塊 - 克馬德克板塊 - 馬努斯板塊 | - 毛克板塊 - 馬里亞納板塊 - 摩鹿加海板塊 - 新海布里地板塊 - 紐阿福歐板塊 - 北安地斯板塊 - 北俾斯麥板塊 - 鄂霍次克板塊 - 沖繩板塊 - 巴拿馬板塊 - 里維拉板塊 - 三明治板塊 - 設得蘭板塊 - 所羅門海板塊 - 索馬利亞板塊 - 南俾斯麥板塊 - 巽他板塊 - 帝汶板塊 - 東加板塊 - 木百靈板塊 - 長江板塊 | - 亞得里亞板塊 - 探險家板塊 - 戈爾達板塊 - 波羅的海板塊 - 别林斯高晋板块 - Charcot Plate - 基梅里板块 - 法拉龍板塊 - 島嶼板塊 - 山間板塊 - 伊邪那岐板塊 - 庫拉板塊 - 拉薩板塊 - 莫阿板塊 - 菲尼克斯板塊 |